# Celebogryllacris helleri
Celebogryllacris helleri är en insektsart som först beskrevs av Heinrich Hugo Karny 1928.  Celebogryllacris helleri ingår i släktet Celebogryllacris och familjen Gryllacrididae. Inga underarter finns listade i Catalogue of Life.